# Manasses IV van Rethel
Manasses IV van Rethel (overleden in 1199) was van 1171 tot aan zijn dood graaf van Rethel. Hij behoorde tot het huis Rethel.

## Levensloop
Manasses IV was een zoon van graaf Ithier van Rethel uit diens huwelijk met Beatrix van Namen, dochter van graaf Godfried van Namen.
Na de dood van zijn vader in 1171 werd hij graaf van Rethel, wat hij bleef tot aan zijn dood in 1199. Over zijn regeerperiode is zeer weinig bekend.
Hij was gehuwd met Mathilde van Kyrburg, dochter van graaf Koenraad I van Kyrburg en Mathilde van Bar, op haar beurt een dochter van graaf Reinoud I van Bar. Uit hun huwelijk is een zoon bekend:
- Hugo II (overleden tussen 1227 en 1228), die zijn vader opvolgde als graaf van Rethel.